# 2e division (Reichswehr)
Pour les articles homonymes, voir 2e division.

La 2e division (en allemand : 2. Division) est une des divisions d'infanterie de la Reichswehr de la République de Weimar dans la période entre-deux-guerres, disparue en octobre 1934.

## Création
Dans l'ordonnance du 31 juillet 1920 pour la réduction de l'armée (pour se conformer à la limite supérieure de la taille de l'armée contenue dans le traité de Versailles), il a été déterminé que, dans tous les Wehrkreis (district militaire), une division serait établi le 1er octobre 1920.
 
La 2e division a été créée en janvier 1921 à partir des Reichswehr-Brigaden 2 et 9, faisant tous partie de l'ancienne Übergangsheer (Armée de transition).
La Division se compose de:
- 3 régiments d'infanterie,
- un régiment d'artillerie,
- un bataillon du génie,
- un bataillon des transmissions,
- un bataillon de transport
- un bataillon médical.

L'unité a cessé d'exister en tant que telle, fin octobre 1934, et ses unités subordonnées ont été transférées à l'une des 21 divisions nouvellement créées cette année-là.

## Commandants
Le commandant de la Wehrkreis II (Wehrkreiskommandos) était en même temps le commandant de la 2e division.
| Grade                  | Nom                                        | Début            | Fin               |
| ---------------------- | ------------------------------------------ | ---------------- | ----------------- |
| General der Infanterie | Erich Weber Pascha (en)                    | 1er octobre 1920 | 16 juin 1921      |
| General der Infanterie | Hans Freiherr von Hammerstein-Gesmold (de) | 16 juin 1921     | 1er février 1923  |
| General der Infanterie | Erich von Tschischwitz (de)                | 1er février 1923 | 1er février 1927  |
| General der Infanterie | Joachim vom Amsberg (en)                   | 1er février 1927 | 30 septembre 1929 |
| General der Infanterie | Rudolf Schniewindt (de)                    | 1er octobre 1929 | 30 septembre 1931 |
| Generalleutnant        | Fedor von Bock                             | 1er octobre 1931 | 1er avril 1935    |

## Garnisons
L'état-major de la Division est basé à Stettin.

## Organisation

### Subordination
La 2e division est rattachée au Gruppenkommando 1 / Wehrkreiskommando II

### Ordre de bataille
- Infanterieführer II
  - 4.(Preußisches) Infanterie-Regiment
  - 5.(Preußisches) Infanterie-Regiment
  - 6.Infanterie-Regiment
- Artillerieführer II
  - 2.(Preußisches) Artillerie-Regiment
- 2.(Preußisches) Pionier-Bataillon 2
- 2.(Preußisches) Nachrichten-Bataillon 2
- 2.(Preußisches) Kraftfahr-Abteilung 2
- 2.(Preußisches) Sanitäts-Abteilung

## Annexe